# Норт-Кінґстаун (Род-Айленд)
Норт-Кінґстаун (англ. North Kingstown) — місто (англ. town) в США, в окрузі Вашингтон штату Род-Айленд. Населення — 27 732 особи (2020).

## Географія
За даними Бюро перепису населення США місто Норт-Кінгстаун має загальну площу в 151 квадратний кілометр, з яких 112,92 кв. кілометрів займає земля і 38,07 кв. кілометрів — вода. Площа водних ресурсів округу становить 25,21 % від усієї його площі.
Місто Норт-Кінгстаун розташоване на висоті 25 метрів над рівнем моря.

## Демографія
Згідно з переписом 2010 року, у місті мешкало 26 486 осіб у 10 436 домогосподарствах у складі 7347 родин. Було 11327 помешкань
Расовий склад населення:
| - 94,7 % — білих - 1,3 % — азіатів - 1,0 % — чорних або афроамериканців - 0,6 % — корінних американців |

До двох чи більше рас належало 1,9 %. Частка іспаномовних становила 2,4 % від усіх жителів.
За віковим діапазоном населення розподілялося таким чином: 23,9 % — особи молодші 18 років, 62,0 % — особи у віці 18—64 років, 14,1 % — особи у віці 65 років та старші. Медіана віку мешканця становила 43,9 року. На 100 осіб жіночої статі у місті припадало 94,7 чоловіків; на 100 жінок у віці від 18 років та старших — 91,9 чоловіків також старших 18 років.
Середній дохід на одне домашнє господарство становив 109 755 доларів США (медіана — 87 311), а середній дохід на одну сім'ю — 129 531 долар (медіана — 105 954). Медіана доходів становила 74 462 долари для чоловіків та 61 087 доларів для жінок. За межею бідності перебувало 8,5 % осіб, у тому числі 11,6 % дітей у віці до 18 років та 6,3 % осіб у віці 65 років та старших.
Цивільне працевлаштоване населення становило 13 454 особи. Основні галузі зайнятості: освіта, охорона здоров'я та соціальна допомога — 29,5 %, науковці, спеціалісти, менеджери — 14,2 %, виробництво — 10,7 %, роздрібна торгівля — 9,6 %.